# 韋姆 (英國)
韋姆（Wem）是英格蘭什羅普郡的一個集鎮，位於舒茲伯利以北9英里處。韋姆有人口5,142人。